# 栄春院
栄春院（えいしゅんいん）は岐阜県安八郡神戸町にある十一面観世音菩薩を本尊とする曹洞宗の寺院で、山号は広大山。大垣藩戸田氏ゆかりの寺。
大垣藩初代戸田氏鉄の息女にして本多正勝の正室栄春院は夫の配流に伴い生家に戻っていたが、眼病を患い苦悶していた。ある日霊夢を見て春日郷観音寺を信仰したところ眼病が平癒するという霊験を得た。その故をもって万治3年（1660年）、栄春院の兄戸田氏信は戸田本田両家の菩提を弔うため、安八郡平野村に観音寺の十一面観世音菩薩を迎えて当寺を建立した。大正年間に火災に遭い伽藍を焼失するが、再建されて現在に至っている。